# Arnold Joseph Toynbee
Arnold Joseph Toynbee (ur. 14 kwietnia 1889 w Londynie, zm. 22 października 1975 w Yorku) – brytyjski historiozof, autor dwunastotomowego dzieła Studium historii.
Obok Oswalda Spenglera, Alfreda Webera, Pitirima Sorokina, Norberta Eliasa i Immanuela Wallersteina zaliczany do najbardziej wpływowych XX-wiecznych „teoretyków cywilizacji”.

## Życiorys
Jego stryjem był znany historyk gospodarki Arnold Toynbee. Kształcił się w Winchester College oraz Balliol College w Oksfordzie. Był wszechstronnie wykształcony – ukończył Winchester College, Balliol College w Oxfordzie, gdzie studiował historię oraz grekę i język arabski. Karierę nauczycielską rozpoczął w 1912 roku; pracował na Uniwersytecie Londyńskim w latach 1919–1956, w Londyńskiej Szkole Ekonomicznej (London School of Economics) oraz w Królewskim Instytucie Spraw Międzynarodowych (Royal Institute of International Affairs).
W 1937 roku został członkiem Akademii Brytyjskiej.
Podczas I wojny światowej pracował, podobnie jak Lewis Bernstein-Namierowski oraz inni historycy angielscy, w Departamencie Wywiadu brytyjskiego MSZ. Z ramienia tej instytucji został w 1919 roku wysłany na konferencję pokojową w Paryżu. W czasie II wojny światowej również pracował dla brytyjskiego MSZ. W latach 1919–1956 był profesorem historii oraz greki bizantyńskiej i nowożytnej na Uniwersytecie Londyńskim.
Żonaty dwukrotnie: po raz pierwszy z Rosalindą Muray; rozwiedziony, ożenił się ze swoją asystentką Weroniką M. Boulter.
Głównym osiągnięciem Toynbeego jest dzieło Studium historii (A Study of History), wydawane w 12 tomach w latach 1934–1954. Przedmiotem analizy jest społeczność – cywilizacja traktowana jako jednostka studiów historycznych. Toynbee wyróżnił dwadzieścia trzy „pełne” cywilizacje, dodając do tej liczby trzy „poronione” i pięć „wstrzymanych w rozwoju”. Cywilizacje zataczają w swym istnieniu krąg rozwojowy, mający kolejne fazy: genezy, wzrastania, załamania, dezintegracji (okres zaburzeń, państwo uniwersalne, interregnum) oraz rozkładu. O cyklicznym biegu decydują czynniki ludzkie, geograficzne, społeczne i religijne. Suma prac Toynbeego sprawiła, że przeszedł on do historii jako klasyk dwudziestowiecznej historiozofii. Aby Studium historii było bardziej przyswajalne, D.C. Somervell opracował jego wydania skrócone. W języku polskim ukazało się w 2000 r. w wersji jednotomowej.

## Publikacje
- The Armenian Atrocities: The Murder of a Nation, with a speech delivered by Lord Bryce in the House of Lords
- Nationality and the War
- The New Europe: Some Essays in Reconstruction, with an Introduction by the Earl of Cromer
- Greece, [w:] The Balkans: A History of Bulgaria, Serbia, Greece, Rumania, Turkey
- The Belgian Deportations, with a statement by Viscount Bryce
- The German Terror in Belgium: An Historical Record
- The German Terror in France: An Historical Record
- Turkey: A Past and a Future
- The Western Question in Greece and Turkey: A Study in the Contact of Civilizations
- Turkey, razem z Kennethem P. Kirkwoodem
- The Conduct of British Empire Foreign Relations since the Peace Settlement
- A Journey to China, or Things Which Are Seen
- A Study of History
- War and Civilisation, 1950
- Historian’s Approach to Religion, 1956
- Civilization on Trial
- The Prospects of Western Civilization
- East to West: A Journey round the World, 1958
- Hellenism: The History of a Civilization, 1959
- Between Oxus and Jumna
- Comparing Notes: A Dialogue across a Generation, razem z synem Filipem
- Between Niger and Nile
- Hannibal’s Legacy: The Hannibalic War’s Effects on Roman Life
- Acquaintances
- Between Maule and Amazon
- Experiences
- Some Problems of Greek History
- Cities on the Move
- Constantine Porphyrogenitus and His World
- Toynbee on Toynbee: A Conversation between Arnold J. Toynbee and G. R. Urban, 1974
- Mankind and Mother Earth: A Narrative History of the World, wydano pośmiertnie
- The Greeks and Their Heritages, wydano pośmiertnie
- Choose life: a dialogue, Arnold Toynbee and Daisaku Ikeda, 1989

## Tłumaczenia na język polski
- Cywilizacja w czasie próby, tł. Wojciech Madej, Warszawa 1988, 1991; Wydawnictwo Przedświt, seria Biblioteka Aletheia (Civilization on Trial 1948)
- „Hellenizm – historia cywilizacji”: Przeciwstawienie się perskiej agresji ze Wschodu przeł. Janusz Poray-Biernacki, [w:] Współcześni historycy brytyjscy. Wybór z pism, oprac. i przedmową zaopatrzył Jerzy Z. Kędzierski, słowo wstępne G. P. Gooch, Londyn: B. Świderski 1963, s. 535–546.
- Wojna i cywilizacja – wyboru z A study of history dokonał Albert Vann Fowler, tł. Tadeusz Jan Dehnel, wyd. I: Warszawa 1963, Inst. Wyd. „Pax”; wyd. II: Warszawa 2002, De Agostini Polska – Altaya, seria Arcydzieła Wielkich Myślicieli, ISBN 83-7316-035-3 (War and Civilisation 1950)
- Studium historii – skrót dokonany przez D. C. Somervella, tł. i przedmowa Józef Marzęcki, Warszawa 2000, Państwowy Instytut Wydawniczy, ISBN 83-06-02704-3 (A Study of History 1934–1961, 12 tomów)
- O stosunku historyka do religii, tł. Józef Marzęcki, Kęty 2007, Wydawnictwo Marek Derewiecki, seria Biblioteka Europejska, ISBN 978-83-89637-67-3 (Historian’s Approach to Religion 1956)
- Ze wschodu na zachód, tł. Tadeusz Jan Dehnel, Warszawa 1962, Inst. Wyd. PAX (East to West. A Journey Round the World 1958)
- Hellenizm. Dzieje cywilizacji, tł. Andrzej Piskozub, Toruń 2001, 2002; Wydawnictwo Adam Marszałek, ISBN 83-7174-869-8 (Hellenism. The History of Civilization 1959)
- (antologia tekstów także innych autorów – A. K. Mant, N. Smart, J. Hinton, S. Yudkin) Człowiek wobec śmierci, tł. Danuta Petsch ; przedmowa Bogdan Suchodolski, Warszawa 1973, Państwowy Instytut Wydawniczy, seria Biblioteka Myśli Współczesnej
- Antyczna grecka myśl historyczna, Andrzej Piskozub, Toruń 2000, 2001; Wydawnictwo Adam Marszałek, ISBN 83-7174-832-9 (The Greeks and Their Heritages, wydano pośmiertnie)
- (z Daisaku Ikeda) Wybierz życie. Dialog o ludzkiej przyszłości opracował Richard L. Gage, tł. Adam Chmielewski, Warszawa 1999, Wydawnictwo Naukowe PWN, ISBN 83-01-12903-4 (Choose life. A Dialogue 1989)